# Opiumgesetz
Das Opiumgesetz, im Langtitel Gesetz über den Verkehr mit Betäubungsmitteln, regelte ab dem 1. Januar 1930 den Umgang mit Betäubungsmitteln im Deutschen Reich.
In der Bundesrepublik Deutschland wurde das vorkonstitutionelle Opiumgesetz gemäß Art. 123, 124 GG zu Bundesrecht. Nach seiner zwischenzeitlichen Umbenennung zu „Betäubungsmittelgesetz“ wurde es durch eine Neufassung vom 28. Juli 1981 (BGBl. I S. 681) mit Wirkung vom 1. Januar 1982 abgelöst.

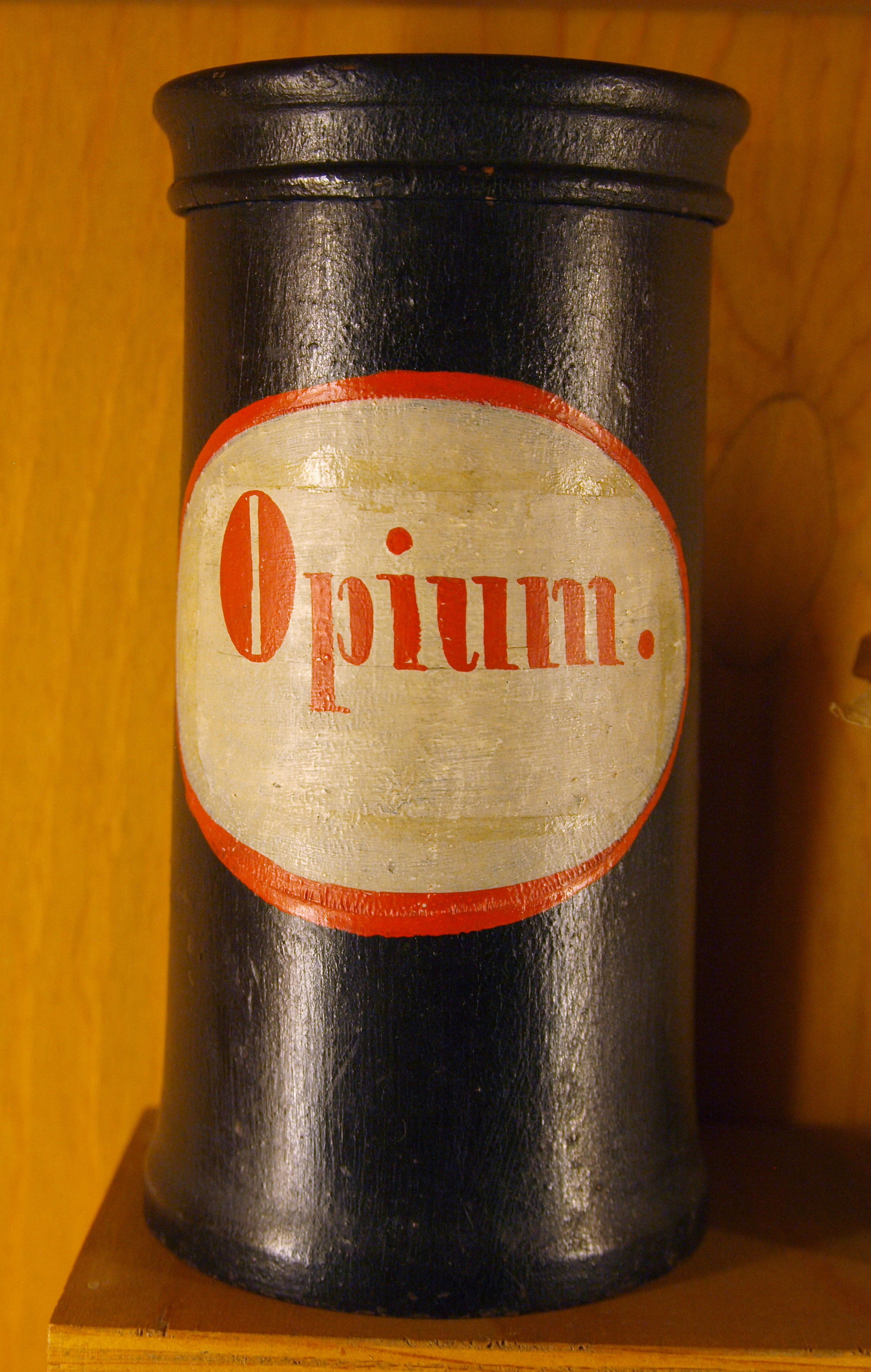
Apothekengefäß zur Aufbewahrung von Opium als Arzneimittel aus dem 18. oder 19. Jahrhundert

## Geschichte
In der ursprünglichen Fassung des Opiumgesetzes vom 10. Dezember 1929 (RGBl. I S. 215) listet § 1 Abs. 1 die fraglichen Präparate auf: „Stoffe im Sinne dieses Gesetzes sind Rohopium, Opium für medizinische Zwecke, Morphin, Diacetylmorphin (Heroin), Kokablätter, Rohkokain, Kokain, Ekgonin, Indischer Hanf sowie alle Salze des Morphins, Diacetylmorphins (Heroins), Kokains und Ekgonins.“
Vorausgegangen war 1909 die internationale Opiumkommission von Shanghai, wo auf Initiative der USA und Großbritanniens über die Einführung eines weltweiten Regimes der Opium-Prohibition debattiert wurde. Das Deutsche Reich war bei dieser Konferenz vertreten und unterstützte die Position der USA und Chinas, die für strengere Opiumgesetze eintraten. Die folgende Opiumkonferenz in Den Haag, die im Dezember 1911 und Januar 1912 stattfand, regelte zum ersten Mal bindend die internationale Opiumpolitik. Das Deutsche Reich ratifizierte die Haager Opiumkonvention nicht, bis es durch die Versailler Verträge 1919 dazu gezwungen wurde.

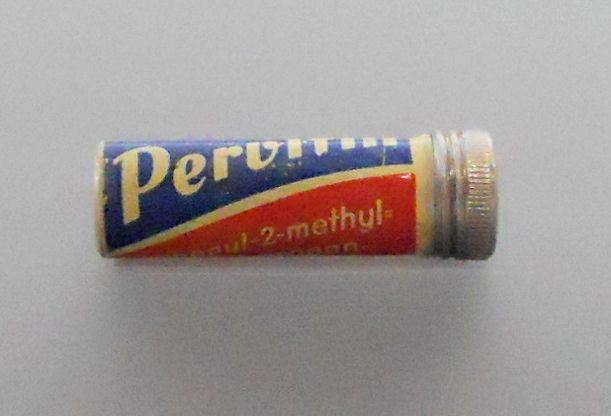
Das ab 1938 verkaufte Pervitin (Methamphetamin) war frei erhältlich, bis es durch eine Gesetzesänderung zum 1. Juli 1941 rezeptpflichtig wurde.

Das Opiumgesetz geht auf eine Auflage nach dem verlorenen Ersten Weltkrieg zurück, die eine Umsetzung des Haager Abkommens von 1912 gemäß Art. 295 des Versailler Vertrages besagte. Dieser Bedingung wurde zunächst mit dem Gesetz zur Ausführung des Internationalen Opiumabkommens vom 23. Januar 1912 vom 30. Dezember 1920 (RGBl. 1921 S. 2) förmlich nachgekommen. Doch waren bei dem eher geringen Regelungsgehalt dieses Gesetzes in der Weimarer Republik Opium-Derivate oder auch Kokain in der Medizin weiter sehr verbreitet. Mit dem Opiumgesetz wurden diese Stoffe dann verschreibungspflichtig und waren nur noch zu medizinischen Zwecken legal erwerblich. Es war aber weiterhin möglich, Heroin und andere Betäubungsmittel unter Vorlage eines Rezeptes in der Apotheke zu beziehen. Amphetamin wurde im Jahr 1941 in das Opiumgesetz aufgenommen.